# Fennimore
Fennimore ist eine Kleinstadt (mit dem Status „City“) im Grant County im US-amerikanischen Bundesstaat Wisconsin. Im Jahr 2010 hatte Fennimore 2497 Einwohner.

## Geografie
Fennimore im Südwesten Wisconsins und wird im Norden, Osten und Süden von der Town of Fennimore sowie im Westen von der Town of Mount Ida umgeben. Die geografischen Koordinaten der Stadt Fennimore sind 42°58'56" nördlicher Breite und 90°39'11" westlicher Länge. Sie erstreckt sich über eine Fläche von 3,8 km².
Fennimore liegt 22 km östlich des Mississippi, der die Grenze zu Iowa bildet. 64 km südlich der Stadt befindet sich die Grenze zu Illinois.
Durch Fennimore verläuft der U.S. Highway 61, der in der Stadtmitte versetzt vom U.S. Highway 18 gekreuzt wird. Wisconsins Hauptstadt Madison liegt 114 km im Osten. Die Quad Cities liegen 182 km im Süden.

## Bevölkerung
Nach der Volkszählung im Jahr 2010 lebten in Fennimore 2497 Menschen in 1053 Haushalten. Die Bevölkerungsdichte betrug 657,1 Einwohner pro Quadratkilometer. In den 1053 Haushalten lebten statistisch je 2,31 Personen.
Ethnisch betrachtet setzte sich die Bevölkerung zusammen aus 98,2 Prozent Weißen, 0,1 Prozent Afroamerikanern, 0,4 Prozent amerikanischen Ureinwohnern, 0,5 Prozent Asiaten sowie 0,3 Prozent aus anderen ethnischen Gruppen; 0,4 Prozent stammten von zwei oder mehr Ethnien ab. Unabhängig von der ethnischen Zugehörigkeit waren 1,2 Prozent der Bevölkerung spanischer oder lateinamerikanischer Abstammung.
25,0 Prozent der Bevölkerung waren unter 18 Jahre alt, 57,3 Prozent waren zwischen 18 und 64 und 17,7 Prozent waren 65 Jahre oder älter. 51,2 Prozent der Bevölkerung war weiblich.
Das mittlere jährliche Einkommen eines Haushalts lag bei 45.282 USD. Das Pro-Kopf-Einkommen betrug 23.081 USD. 12,6 Prozent der Einwohner lebten unterhalb der Armutsgrenze.

## Bilder

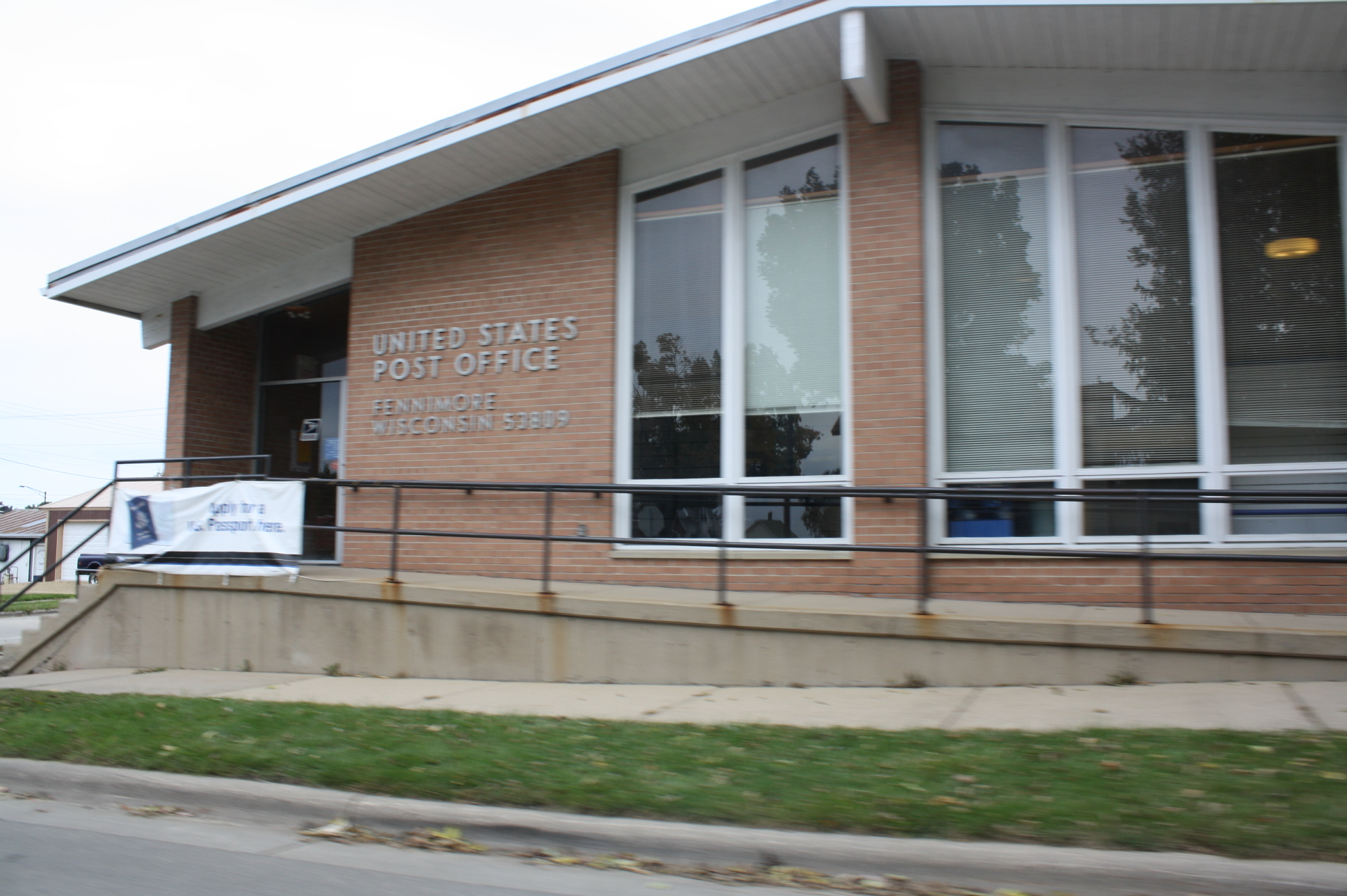
Post
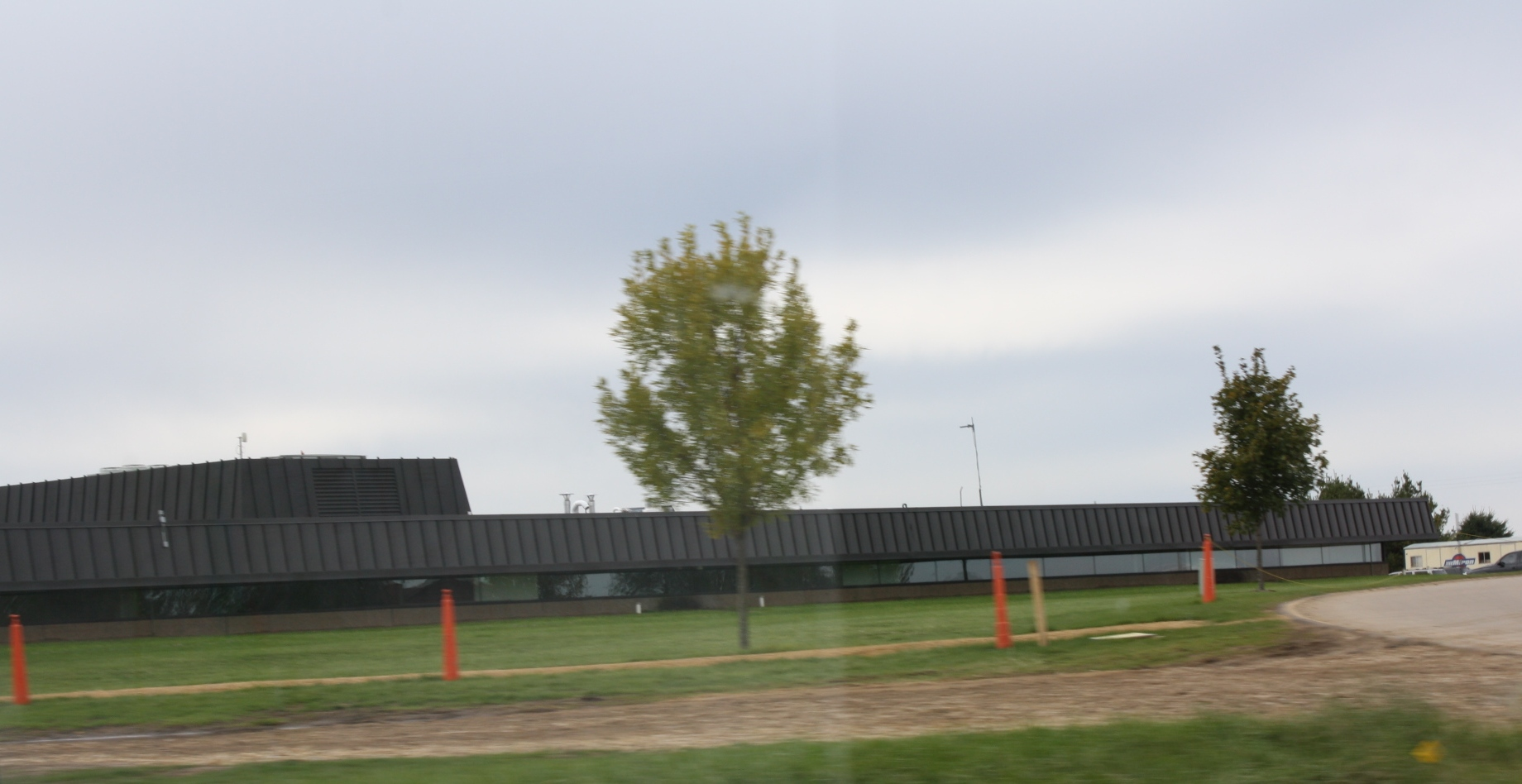
Southwest Wisconsin Technical College in Fennimore
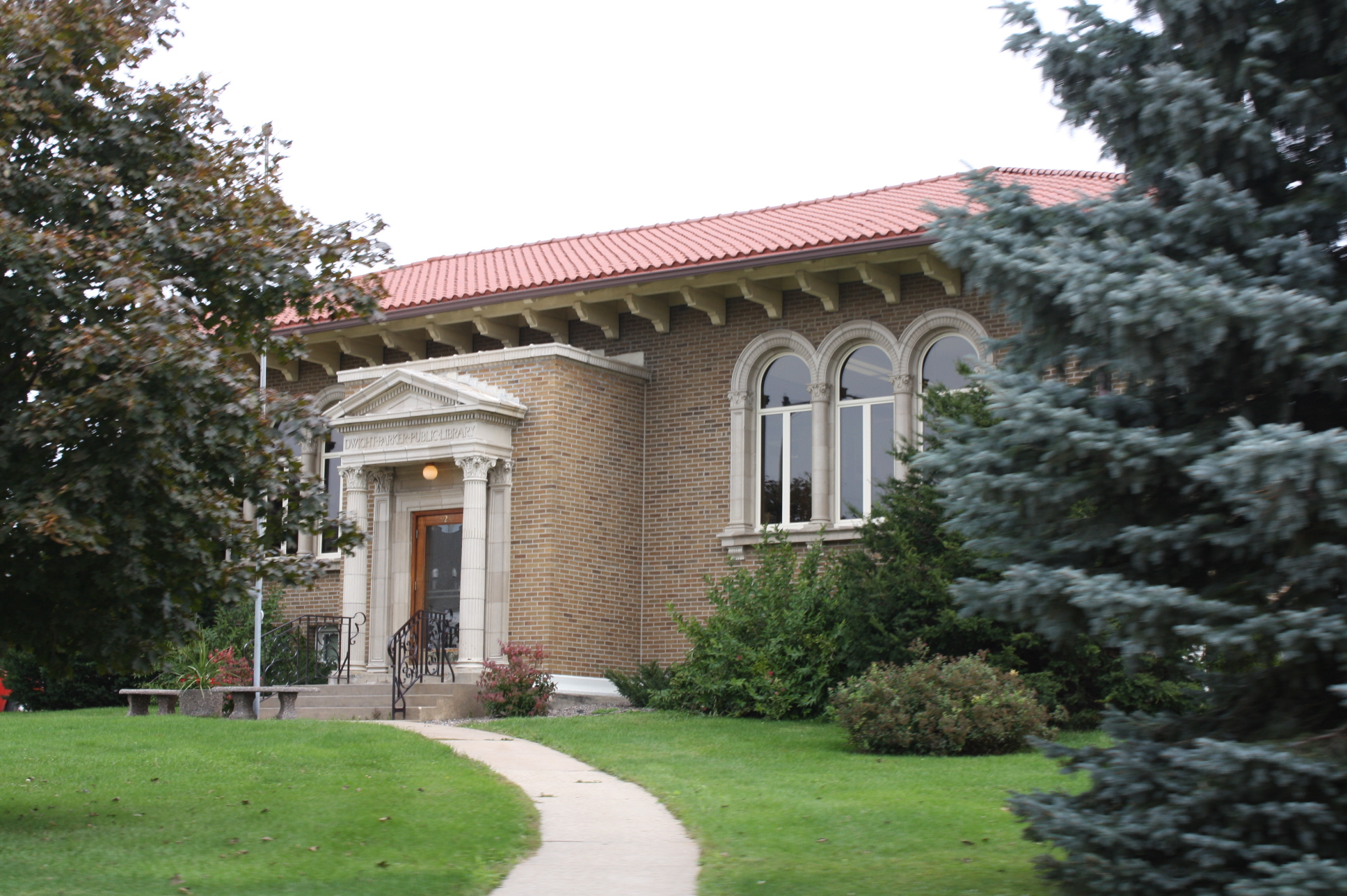
Bibliothek
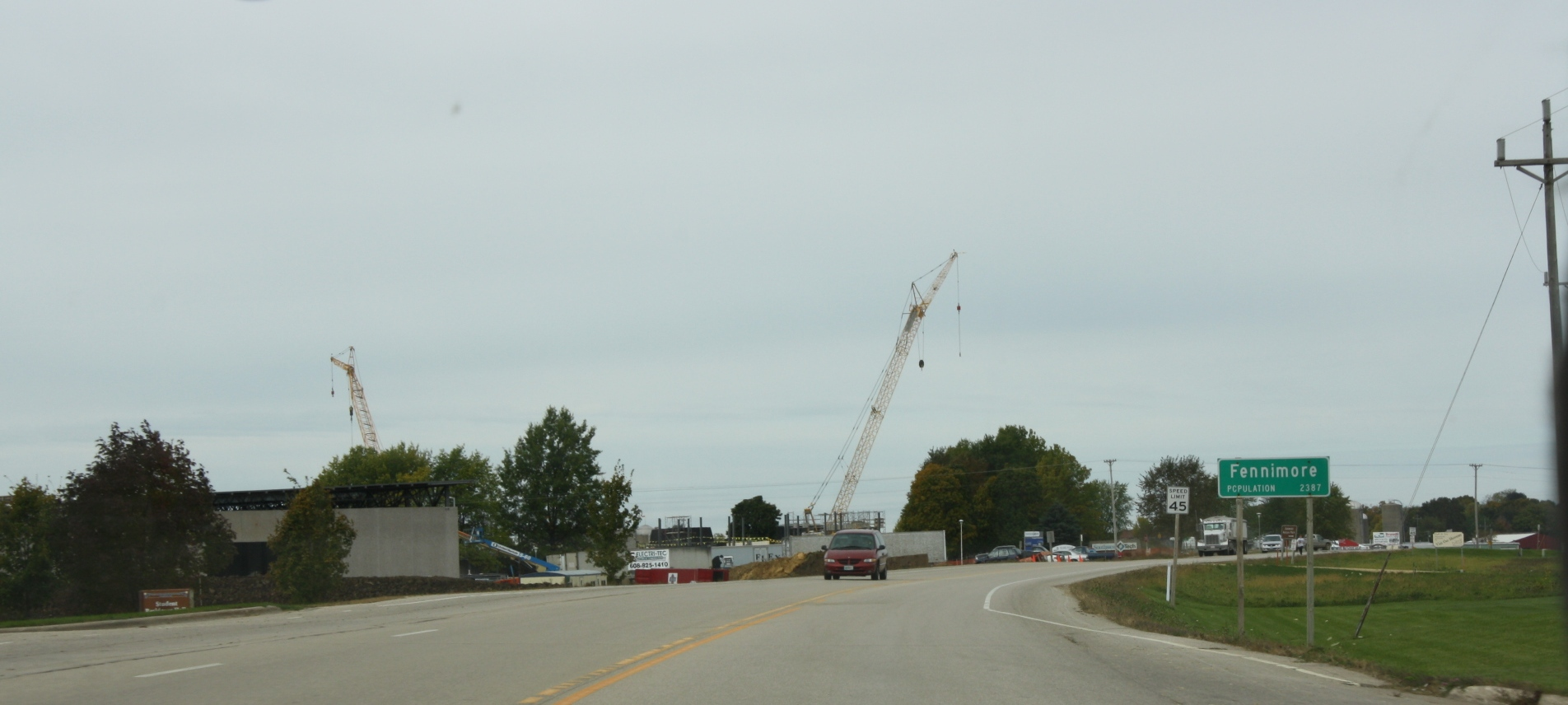
Ortseingang am U.S. Highway 18
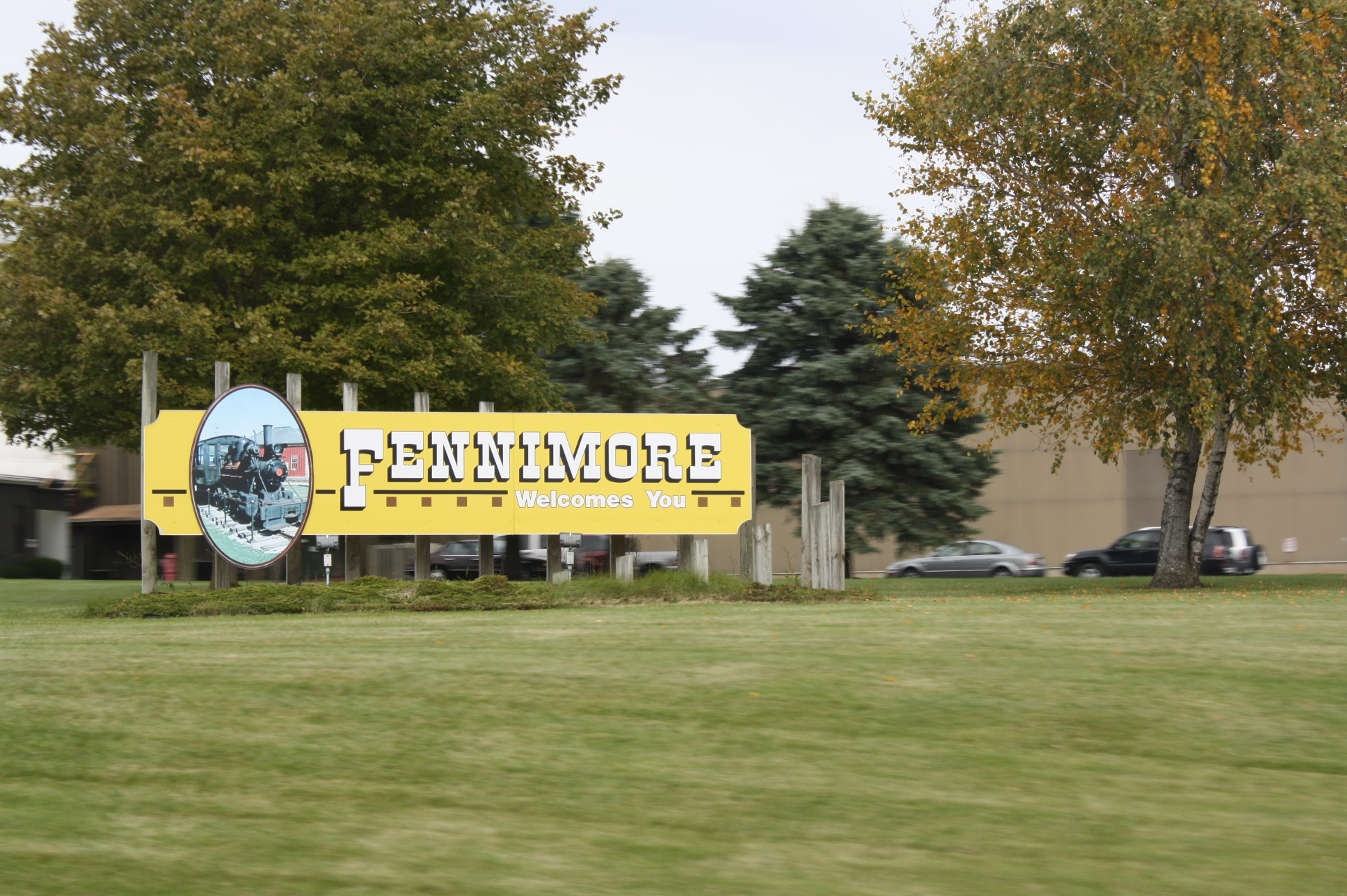
Willkommensschild
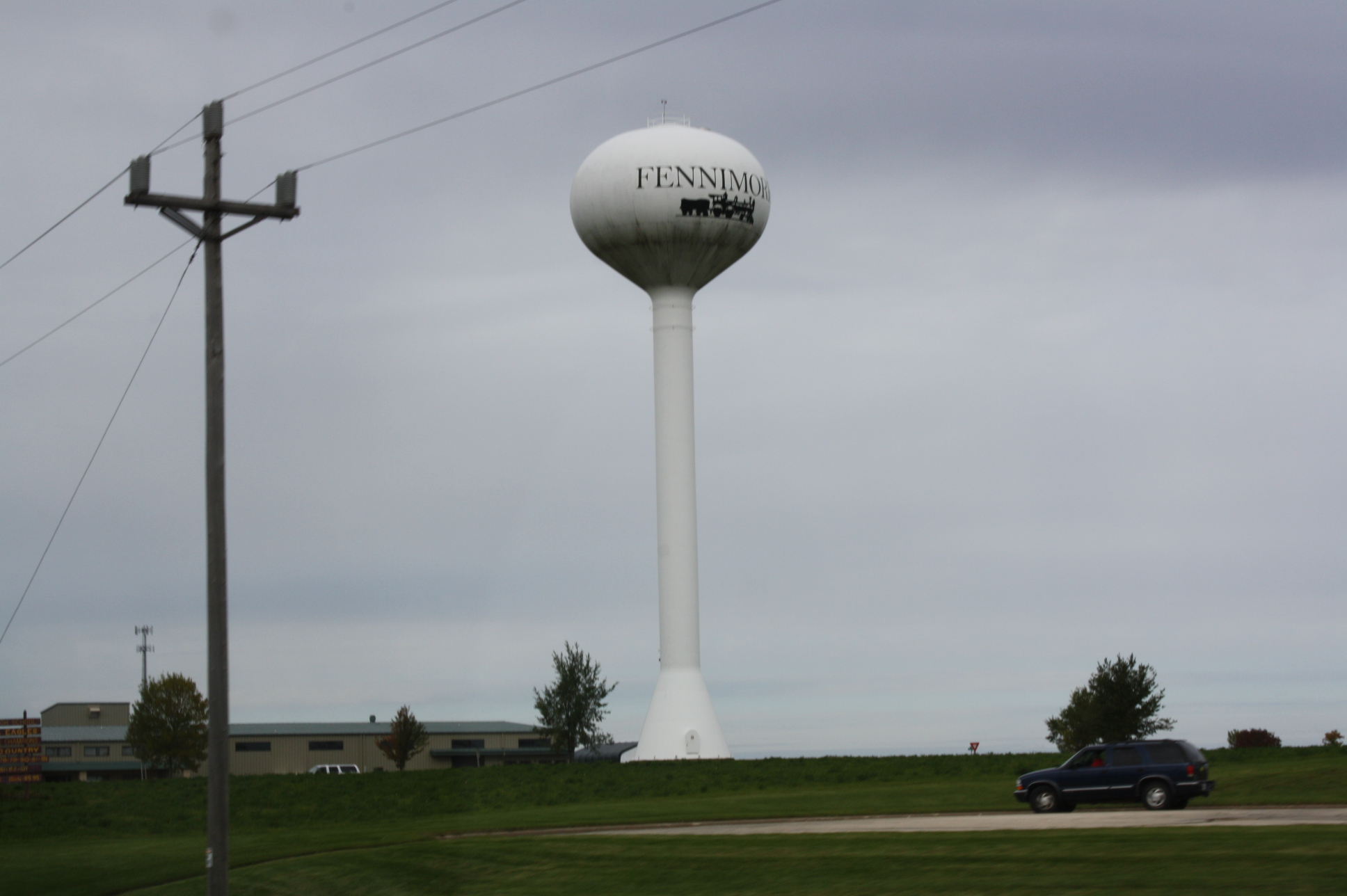
Wasserturm